# Comuna de Iwanowice
Iwanowice (polaco: Gmina Iwanowice) é uma gminy (comuna) na Polónia, na voivodia de Pequena Polónia e no condado de Krakowski. A sede do condado é a cidade de 1999.
De acordo com os censos de 2004, a comuna tem 8 220 habitantes, com uma densidade 116,4 hab/km².

## Área
Estende-se por uma área de 70,62 km², incluindo:
- área agricola: 90%
- área florestal: 4%

## Demografia
Dados de 30 de Junho 2004:
|                      | Total   | Total | Mulheres | Mulheres | Homens  | Homens |
| -------------------- | ------- | ----- | -------- | -------- | ------- | ------ |
|                      | pessoas | %     | pessoas  | %        | pessoas | %      |
| População            | 8 220   | 100   | 4 049    | 49,3     | 4 171   | 50,7   |
| Densidade (pop./km²) | 116,4   | 100   | 57,3     | 57,3     | 59,1    | 59,1   |

De acordo com dados de 2002, o rendimento médio per capita ascendia a 1 275,27 zł.

## Subdivisões
- Biskupice, Celiny, Damice, Domiarki, Grzegorzowice Małe, Grzegorzowice Wielkie, Iwanowice Dworskie, Iwanowice Włościańskie, Stary Krasieniec, Krasieniec Zakupny, Lesieniec, Maszków, Narama, Poskwitów Nowy, Poskwitów Stary, Przestańsko, Sieciechowice, Sułkowice, Widoma, Władysław, Zagaje, Zalesie, Żerkowice.

## Comunas vizinhas
- Gołcza, Kocmyrzów-Luborzyca, Michałowice, Skała, Słomniki, Zielonki